# Інктомі (кратер)

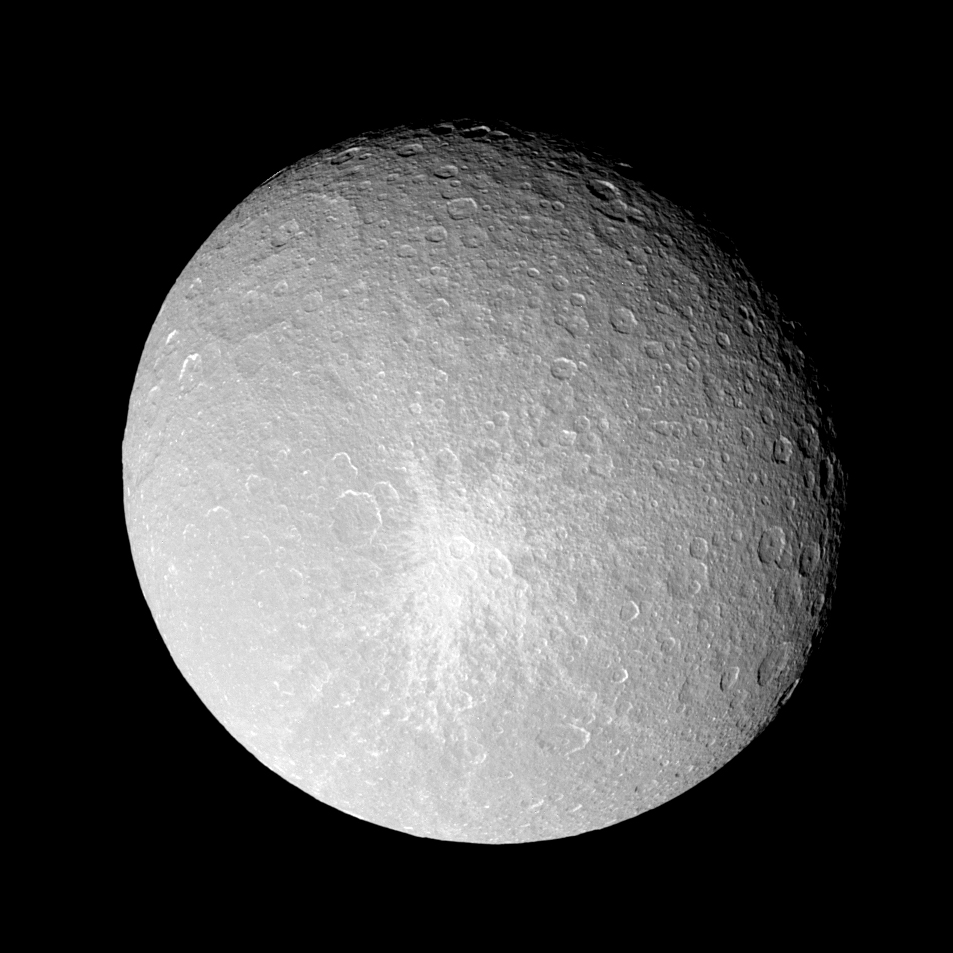
Кратер Інктомі виділяється світлим кольором і яскравими променями.

Інктомі — ударний кратер діаметром 47,2 км з яскравою системою променів, розташований в південній півкулі супутника Сатурна Реї. Кратер названий на честь бога-павука Іктомі народу Лакота і розташований на 14,1° пд.ш. 112,1° зх.д. Інктомі вважається наймолодшою структурою на поверхні Реї, оцінки його віку лежать у діапазоні від 8 до 280 мільйонів років.

## Походження і склад
Яскраві промені викидів з кратера вказують на косий удар із заходу. Внаслідок удару з-під поверхні Реї був викинутий чистий водяний лід, утворивши область, набагато світлішу за навколишні регіони. Аналіз спостережних даних космічного апарата «Кассіні» виявив чистий водяний лід без домішок у кратері та в його викидах. Повторна оцінка зображень Інктомі та його околиць, підтвердила суцільне покриття поверхні викидом і майже повну відсутність маленьких кратерів, що свідчить про молодий геологічний вік. Тривимірний анагліф, створений із зображень «Кассіні», показує горбисте дно кратера з добре помітним, але топографічно низьким комплексом центральних вершин. У східній частині дна кратера та в прилеглих викидах можна ідентифікувати скупчення маленьких кратерів. Ці невеликі кратери, найімовірніше, були створені матеріалом, викинутим під час зіткнення з Інктомі під косим кутом.